# 星雲仮面マシンマン
『星雲仮面マシンマン』（せいうんかめんマシンマン）は、1984年1月13日から同年9月28日まで日本テレビ系（一部地域を除く）で毎週金曜日17:30 - 18:00に全36話（本編35話 + 総集編1話）が放送された、東映製作の特撮テレビドラマ、および作品内に登場する架空のヒーローの名称。

## 概要
東映が当時安定した人気を得たスーパー戦隊シリーズと宇宙刑事シリーズに次いで制作したヒーロー番組。両シリーズと異なりアクションとコメディを重視した娯楽路線の作品となっている。

### 企画経緯
当時人気があった玩具の『マシンロボ』の発展企画として考案された。
1983年、バンダイの村上克司から東映の吉川進に、「東映は実写ヒーロー番組を何本くらい製作する能力があるか」との打診があり、吉川が「スーパー戦隊シリーズやメタルヒーローシリーズ（宇宙刑事シリーズ）に加えてもう1本くらいは作れる」と返答し、新たなシリーズが誕生することになった。
放送局は日本テレビに決定し、石ノ森章太郎を原作に迎えた。
本作品が日本テレビで放送されたきっかけは、当時番組制作局に属していた堀越徹が、学生時代から「石森章太郎ファンクラブ」のメンバーで、吉川とも面識があったことからだという。吉川によれば「堀越さんは石ノ森作品を日本テレビでやりたいという念願が叶ってずいぶん張り切っていた」とのこと。
上原正三、高久進といったベテランがシナリオを担当。また、東映で製作された特撮作品で数多の作品に携わることになる杉村升は、本作品が初めてシナリオを執筆した特撮作品となった。その他のスタッフはこれまで吉川がプロデュースした作品でメインではないが、着実に実績を積んできた監督の小笠原猛、アクション監督の横山稔、カメラの松村文雄などが中心の布陣で固められた。音楽・主題歌・挿入歌作曲にはこれまで『大激闘マッドポリス'80』などの東映テレビ作品を手掛けた実績はあるものの、特撮作品とは無縁だった大野雄二が担当。吉川とともに本作品のプロデュースを担当した日笠淳の初担当作品でもある。日笠の当時の一番大きな仕事は、石ノ森に怪人デザインを描いてもらうことであったという。
企画当初のタイトルは『ジェッターマン』『異星児マシンマン』『星雲児マシンマン』だった。
マシンマンのデザインは、石ノ森が最初に書いた画稿をベースに、バンダイの村上が商品化に適したアレンジを施して完成させた。堀越は「石ノ森先生はマシンマンではかなりのデザイン画を描いており、バンダイ側で決定する前段階のデザイン画をたくさん見せてもらった」と述べている。いずれのデザイン画でも、顔全体を覆うマスクではなく、人間味を強調する唇が描かれていた。
「マシンマン」の名称は、すでにダイナミックプロにより名称登録されていたが、石ノ森章太郎と永井豪が交友関係にあったことが幸いし円満に譲渡してもらえたという。
物語としての続編は存在しないが、玩具展開上は『兄弟拳バイクロッサー』が後継作に当たる。『バイクロッサー』本放送当時に徳間書店が発行していたホビー情報誌『ホビーボーイ』では『バイクロッサー』を「マシンシリーズ第2弾」と紹介していた。

## ストーリー
アイビー星人のニックは、大学の卒業論文で他の惑星のレポートを書くために地球を訪れた。ところが地球では、子供が大嫌いな天才科学者プロフェッサーKが、子供たちをいじめるために様々な悪事を働いていた。偶然知り合った女性カメラマン・葉山真紀に興味を持ったニックは、彼女がプロフェッサーK率いる組織テンタクルに襲われたところを助ける。それ以来ニックは地球に留まり、高瀬健として、またある時は素性を隠しつつ正義と子供たちの味方星雲仮面マシンマンとして、テンタクルと戦い続けることになる。

## 主な登場人物
高瀬 健（）/マシンマン
マシンマンに変身する主人公。
正体はプレアデス星団アイビー星からやって来た異星人で、本名はニック。太陽系の惑星群に関する卒業論文作成のために地球にやって来た。最初に出会った地球人である葉山真紀に対し、当初は異星人のサンプルのつもりで接していたが、徐々に彼女に好意を抱き、当初は1週間だった滞在予定期間を延ばし、用心棒として長期滞在を決意する。当初来訪予定だった残りの星々に行かなくなったのは愛の深さゆえ。常に爽やかで心優しい好青年であり、子供たちにも人気がある。
アイビー星人である彼は、地球人以上の聴覚、視覚（透視能力）や腕力を持ち、第1話では脱輪した真紀の軽自動車を片手で軽々と持ち上げて車から脱出させている。水面を走ったり数分間呼吸を止められるという並外れた能力も有しており、いざとなれば頼りになるが、目立たぬよう並外れた能力があることを隠し、普段はパッとしない人と周囲に思わせている。また、異星人であるため地球の情報には非常に疎く、真紀や彼女の弟・勝が有名人の噂話をしていると、毎回決まって「○○（真紀たちが話題にしている有名人の名前）って何者だ？」と尋ね、そのたびに真紀たちから「○○も知らないの？」とあきれられている。変装のために地球では伊達眼鏡をかけている。マシンマンに変身する際には眼鏡を外し、ワープスロットルでドルフィンを呼び出す。最終回で卒論の提出期限が近付いたため、最後の戦いでオクトパスを壊滅させた後、真紀に向けて「長い旅に出ます。きっと戻ります」という手紙を残し、誰にも正体を告げずアイビー星へ帰還した。

ボールボーイ
ニックと共に地球にやってきたボール型の小型ロボット。
手足を収納した状態では、目玉がある点を除き硬式野球ボールにそっくりの見た目になる。飛翔能力があり、敵の尾行などは大抵ボールボーイが行う。目の部分は映像記憶装置になっていて、情報収集・処理能力に優れている。豊かな感情を持ち、ニックのパートナー的存在。テレパシーを使用してニックと会話することも可能。アイビー星では、住民全員が同様のパートナー的ロボットを持っている。第13話で鉄人モンスに破壊されたが修理され復活した。夜が苦手。
葉山 真紀（）
週刊誌「週刊ヒット」編集部の美人カメラウーマン。
性格は勝気でお転婆、そして涙もろい。ボールボーイ曰く「チャーミング」。マシンマンの名付け親で、赤い軽自動車スズキ・マイティボーイが愛車。使用しているカメラはキヤノンF-1。好奇心も旺盛なためにすぐに事件に巻き込まれ、いつもピンチに陥ったところを密かに健に助けられていることも知らず、自称「用心棒」としてつきまとっているのに何だか頼りなさげな健の正体を知らないまま、どこか惹かれていくようになる。
葉山 勝（）
小学4年生の男の子。真紀の弟。姉と同じく好奇心旺盛で活発。高瀬健を兄のように慕っている。
小杉 美佐（）
小学4年生の女の子。勝のクラスメイトでガールフレンド。テンタクル・オクトパスの犯罪に巻き込まれ、ニセの両親が登場したり、口髭がはえたり、のっぺらぼうにされたり、レギュラーの子供たちの中でも泣かされる機会が特に多い。
荒田（）編集長
週刊ヒット社の編集長で、真紀の上司。
いつも無理な業務命令を出して真紀を困らせる。ルミ子の入れた飲み物にケチをつける。ケン玉（意外にうまい）と入れ歯型マジックハンドを大切にしている。
松本 ルミ子（）
真紀の後輩の編集部員。
お茶くみなどの雑用もこなすが、いつも編集長の気まぐれに悩まされている。
亀太（）
葉山家に出入りしている八百屋。
真紀に好意を寄せているが、慌て者でお調子者なためにいつもいいところを見せられない。しかし第28話ではダンボールで手作りしたスーツでマシンマン（？）となりオクトパスに立ち向かった。
村山 浩（）、下田 三郎（）、大石 豊（）
勝のクラスメイト。テンタクルやオクトパスの起こす事件によく巻き込まれる。

## マシンマン
マシンマンはアイビー星から来た宇宙人、ニックこと高瀬健が、専用マシン・ドルフィンの中でイクシード・コンバートされて変身するヒーローである。必ずしもドルフィンの力がないと変身できないわけではない。
名称は「すっごいマシンに乗ってきた」という理由から真紀が付けたものであり、真紀が名付けた「マシンマン」という名前を気に入ったので、以後、自分でもそう名乗る。そのため、第1話ではマシンマンとは名乗っていない。なお、胸部のMマークは偶然の一致である。右利きであるが、第17話で右手を負傷した際に特訓し、左手でも武器を使いこなせるようになった。

### ウォーリアスーツ
彼が着用している戦士服ウォーリアスーツは、アイビー星人の持つ高い能力をさらに強化する。本来は、未知の惑星にて起こったアクシデントに対応するための装備で、時速80kmの速度で走ることができ、強大な跳躍力を生み、60階建てのビルをひとっ飛び、弾丸にも耐える。透明なマントを着けているが、戦闘の際にはマントを外している。第5話以降、マントを収納するバンクシーンが追加されている。
第23話のおハガキコーナーによれば設定上は、大きくジャンプした時にバランスを保ったり、大きなエネルギーを必要とした時に空気中からエネルギーを吸収するためにマントを展開するという説明がなされた。この時の解説ではウォーリアスーツが「コンバートスーツ」となっていた。
マスクは口から下の部分が露出しているため、表情ひいては感情が視聴者に良く伝わったことも本作の特徴である。従って、アップシーンや一部のアクションシーンでは健役の佐久田が実際にスーツの中に入ってマシンマンを演じた。スーツアクターを務めた村上潤は、口元が露出しているため爆発で火傷しないよう気をつけていたといい、また一日の撮影の終わりごろになるとドーランで髭を隠していたと述べている。そのほか、息を荒らげないようにしたり、歯を見せずに口を引き締めることなどを心がけていたという。
- デザイン画の中には多くのメカが裏側に描かれているものもあった[11]。

### イクシード・コンバート
イクシード・コンバート（別名・超転換）の秘密について劇中で語られたことはないが、設定によるとウォーリアスーツは、皮膚の表皮の角質層の下にあるマルピーギ層の表面にプリントされており（「マルピーギプリント」という）、健の感情が頂点に達すると角質層とマルピーギ層が瞬時に入れ替わり、ウォーリアスーツが体表に浮き出る。これがイクシードコンバートである。

### 武装・技
ワープスロットル
ドルフィンを召喚するマルチメカ。通信デバイスとしても機能するほか、戦闘時は空に放り投げると拳銃型のスロットルガンに変型する。スロットルガンは破壊ビームだけでなく、牽引ビームや、溶解泡なども発射可能。緊急で発射する時は空に投げず、右腰のベルトにあるボックスに手を添えると現れる。使用する前や後、ガンスピンを行うことがある。
レーザーサーベル
マシンマンが愛用する細身の剣。フェンシングの剣に似ているが、アップになると切断方向（刃先方向）が確認できる。斬りつける他に、柄のナックルガードで敵を殴りつけることもある。対象を防御幕で覆ったり壁を作るマシンバリヤーを張り巡らせる機能もある。人間（悪人など）に対しては、「M」字に斬りつけて気絶させることが出来る。刀身に光をまとわせて、必殺技・マシンサンダーを繰り出す。
- スーツアクターを務めた村上は、宇宙刑事シリーズのレーザーブレードよりも細身のため画面に映るかどうか不安視し、敵の黒いボディに当てて目立たせるなど工夫していた。

マシンサンダー
マントを展開してレーザーサーベルに電撃を集め、敵を斬り裂く必殺技。マシンサンダーを放つ際にはマシンマンの両目が光る。初期は「乂と一」を掛け合わせたような太刀筋だったが、第8話以降は「Z」字に斬りつける。強敵には2つを連続して使用することがある。
カタルシスウェーブ
掌から発射される、人間の悪い心を善に変える作用がある光線。テンタクルまたはオクトパスの作戦に加担した悪人にサーベルで「M」の字に斬りつけて昏倒させた後で用いる。倒れた相手はカタルシスウェーブを受ける（マシンマンが指を鳴らすと起きる）と、悪行を激しく反省し警察への自首を勧めるのがパターンとなっている。また、恐面（悪人メイク）の者は素顔に戻る。中盤からはマシンマンがカタルシスウェーブを受けた相手を説教したり、諭す場面も増えた。
ただし、心から許せないと思った悪人にはあえて使わない場合もあり、香港空手三人衆や怪盗黒猫には、イクシードパンチで倒してカタルシスウェーブを使わずに警察に渡したことがあり、また元マジシャン・北野に対してはカタルシスウェーブを使用せず、失踪中の妻と息子・ヒロシの説得で改心させた。
- 後年、マシンマン＝高瀬健を演じていた佐久田脩はインタビュー記事の中で「マシンマンをみていた子供たちには、カタルシスウェーブというマシンマンの能力をいつまでも忘れないでいてほしいですね」とのコメントを残している。

ファイティングボール
マシンマンが「ファイティングボール！」と叫び、ボールボーイを敵に投げつけ、体当たりさせる攻撃。
イクシードパンチ
ジャンプしながら両手を重ね、手裏剣を飛ばすようなポーズで放つエネルギー光弾。パンチされた相手もしくはその周囲が爆発する。人間に対して使用する際には、死なない程度に威力を抑えている。
サーチライトビーム
透視能力。「シースルー」と呼称されることもある。
ダブルボンバー
敵の周囲を飛び回り、敵にパンチとキックを同時に浴びせる。第26話でトンチンカンとマリオンにダメージを与えた。

## 登場マシン
ドルフィン
マシンマンの乗る小型スーパーマシン。ボディは爆弾の衝撃にもびくともしない強靭なものとなっている。地上走行形態のマシンドルフィンから、ドルフィンジェットへと変形できる。マシン空間ハイウェイによって高瀬健に電送され、健は、ドルフィンの中でマシンマンに変身（イクシードコンバート）する。ゴールデンモンス戦では、体当たり技のドルフィンフルパワーを使用した。なお、マシンマンはドルフィン内では常にうつ伏せで下方（路面方向）を向いているが、前方は底部のモニターがあるのでそれを見て操縦できているとおハガキコーナーにて説明していた。真紀はこのドルフィンとウォーリアースーツをまとったニックを見て「凄いマシンに乗っているからマシンマン」と名付けた。ニックもこの名前を気に入ったため、以後「（星雲仮面）マシンマン」を名乗る。
- バンダイから発売された「DXポピニカ・マシンドルフィン」には、玩具オリジナルのロボットモードもあった 。

スペースコロニー
マシンマンが乗ってきた巨大宇宙母艦。日本のとある湖底に着地し、健とボールボーイの地球での生活の場となっている。全長200メートルで、光速の10万倍で宇宙を航行する。特殊金属製でレーダーにも映らない。分析装置、医療装置、修理装置などを備え、テンタクルやオクトパスのメカの解析やボールボーイの修理や健自身の治療をすることができる。
普段の乗り物
変身前の移動に使用する乗り物。作中での名称は特にない。スズキのオートバイGSX750S カタナに酷似し、日本のナンバープレート状のものが取り付けられているが、健いわく「アイビー星から持ってきて組み立てた、オートバイに似た乗り物」だそうである。

## 犯罪組織
プロフェッサーKが結成したテンタクルと、Kの姪、レディーMが結成したオクトパスの2つの組織が登場した。どちらも首領が子供アレルギー体質であるがゆえに、その科学力を子供をいじめたり、泥棒のために使用するのが特徴である。また、彼らの差し向けるアンドロイド兵士は、作戦を実行する際には人間体に変身する。なお、最終回（総集編）のナレーションではアンドロイド兵士は、人間にヘルメットや甲冑を装着させた戦士であるカッチュウ男も含めて戦闘サイボーグと称していた。

### テンタクル
プロフェッサーKの率いる犯罪結社。鉄人モンスによれば、世界中の軍隊を相手にしても引けを取らない軍事力・科学力を有しているが、肝心のKは世界征服などという俗な目的に興味を示さず、基本的に子供をいじめ、悲しませ、泣き声を上げさせることに全ての力を注いでいる。その一方、マシンマン抹殺などの作戦を企てることもあった。出処は不明だがKがその高度な頭脳を用いて得た資金はかなり潤沢なようで、アタッシュケース一杯に詰め込んだ札束で悪人に報酬を払ったり買収したりするシーンがたびたび登場する。
プロフェッサーK
狂気の天才科学者にして、犯罪組織テンタクルの首領。子供の笑い声を聞くとクシャミが止まらなくなる子供アレルギー体質のため、自らの卓越した頭脳を子供を悲しませることにのみ使う困った老人。なお、乳児に対してはアレルギー反応が無いもしくは弱いらしく、劇中で愚痴を垂れながらも赤ん坊をあやしたりオムツを替えたりする場面がある（第16話）。高層ビルに本拠地を構え、普段は趣味の絵画を嗜んでいる。切手マニアでもあり、第5話では世界に一枚しかない時価三億円の1セント切手を子供の夢を奪う目的も兼ねて奪取しようとした。
自作のアンドロイド兵士たちには強い愛着を持っており、それを毎回破壊するマシンマンに怒りの矛先を向けている。第17話で幹部の鉄人モンスを失い、大きなショックを受け日本を離れてスペインへ渡った。これは当時、演者の天本英世が毎年恒例で行うスペイン旅行とスケジュールが重なり、劇中での設定もこれに合わせた、とのこと。後に、第33話で帰国、レディーMに協力して再度マシンマン打倒を狙う。最終話でレディーMと共に物質分解装置で自らを原子分解して蒸発（消滅）した。
技術的には相当優秀な科学者であり、毎回登場するアンドロイドを始め、第2話では涙から虹色のダイヤモンドを合成しようとしたり、第12話では子供を押し込めるために異次元空間を開発したり、第15話では夢の世界に怪物オズモアを投入するといった離れ業を行っている。第13話の冒頭、絵画の題材探しのための空飛ぶ自転車を開発している。
- 企画当初の名称は「ミスターブレイン」「プロフェッサー神風」など。衣裳は天本の自前である。

鉄人モンス
テンタクルの最高幹部を務めるアンドロイド。一瞬にしてビルを倒壊させる怪力を持つ。基本的にKには忠実だが、テンタクルの科学力を世界征服に使うべきと考えており、子供いじめにしか興味を示さないKに対して不満を露わにすることもある。大剣が武器。
第17話で強化改造されたが、マシンマンに倒された。
第33話で帰国したKの土産物として、鉄人モンスの3倍のパワーを持つ強化型（体色は金色）のゴールデンモンスが登場した。
- 企画当初の名称は「デスギラー」だった。

メカオウム
プロフェッサーKが製作した、流暢に話すオウム。KやMに助言を与えるが、必ずしも主人に忠実ではなく冷やかすことも多い。一時期傷心のプロフェッサーKとともに、スペインに渡ったが、レディーMとともに日本に帰国している。組織崩壊後の消息は不明。
アンドロイド兵士
テンタクル（のちにオクトパス）の主力怪人。普段は人間に変身して行動するが、戦闘時に正体を現す。
頭部（2種類）・体は全く同形状だが、片腕のみ個性的なパーツを付けており、そのパーツ名称で○○男と呼ばれる。
オクトパス編では、青い角や胸の飾りが追加されたアンドロイド兵士が登場した。
- 企画当初の名称は「強化兵ストレンジャー」。

また、犯罪ヘルメットで人間を洗脳し怪人化させたカッチュウ男（第3・5話）もガンマンタイプ・プロレスラータイプの二人登場した。

### オクトパス
テンタクルの後を引き継いで、レディーMが結成した組織。子供を苦しめることが主な目的であることはテンタクルと共通だが、Mが好む美術品や宝飾品を奪う事件も多数起こしている。当初はレディーMの友人である犯罪者たちがマシンマンと戦うが、第27話より「おじ様（K）からのプレゼント」という形でアンカー男が登場してからは、アンドロイド兵士がマシンマンと戦うようになる。
レディーM
プロフェッサーKの姪でオクトパスの女王（首領）。初登場は第17話の終盤、傷心のプロフェッサーKが訪れたスペインの酒場で、フラメンコの踊り子の姿で登場した。第20話でスペインより来日し、テンタクル元本部で、新たな犯罪組織オクトパスの活動を始める。世界中の犯罪組織に学んだ美貌の才媛だが、プロフェッサーKと同様に子供アレルギー体質で子供の笑顔を見ると鼻の頭が赤くなる。このため子供を苦しめることが組織の目的となり、親交のある世界の怪盗・怪人を招いて事件を起こす。レディーM自身も体術に優れており、マシンマンとも互角に渡り合った。また、美しい物に執着を見せ、強奪を企むこともある。最終話でプロフェッサーKと共に物質分解装置で蒸発（消滅）した。
トンチンカン
オクトパスの幹部で、「ミスタートンチンカン」とも呼ばれる。レディーMの忠実な部下で、共にスペインから来日した。格闘術に長け、スキンヘッドから繰り出す頭突きは、コンクリートをも砕く。カッターが仕込まれた山高帽やイヤリング爆弾などの武器で戦い、怪人以上にマシンマンを苦しめた。その一方、どこかコミカルな一面を見せる。レディーMの執事仕事から、子供の誘拐・アンドロイド兵士の組立まで行う組織のムードメーカー。最終話でカタルシスウェーブを浴びて子供のようになり更生する。

## キャスト
役名は『東映ヒーローMAX』vol.16に準拠。
- マシンマン / 高瀬健 - 佐久田脩
- 葉山真紀 - 塚田聖見
- 葉山勝 - 大原和彦
- ボールボーイの声 - 曽我町子
- 荒田編集長 - 江藤漢
- 松本ルミ子 - 村越裕子
- 小杉美佐 - 秦暎花
- 亀太 - 小野寺丈
- 村山浩 - 小見浩昭
- 下田三郎 - 鈴木陽久
- 大石豊 - 中川達也
- わかば先生 - 村野博子
- 葉山松子（姉弟の祖母） - 星美智子
- プロフェッサーK - 天本英世
- レディーM - 湖条千秋
- トンチンカン - 大島宇三郎
- 鉄人モンスの声 - 西尾徳
- メカオウムの声 - 太地琴恵
- ナレーター - 小林修

### スーツアクター
マシンマンのスーツアクターを務めた村上潤は、前年に『宇宙刑事シャリバン』を担当しており、撮影初期は両番組を掛け持ちしていた。
- マシンマン[20][12][13] - 村上潤、佐久田脩[21]
- 怪人[12] - 後閑常光
- その他[19] - 吉瀧久司、豊島博文、前田浩、赤田昌人

## スタッフ
- 原作 - 石森章太郎
- 連載 - てれびくん、小学館学習雑誌、テレビランド、TVアニメマガジン
- 脚本 - 上原正三、泉崎敬太、木原光[注釈 6]、高久進、細谷敦子、松本功、杉村のぼる、永井達郎
- 音楽 - 大野雄二
- アクション監督 - 横山稔（ジャパン・アクション・クラブ）
- 剣技監修 - 湯浅謙太郎
- 監督 - 小笠原猛、東條昭平、小西通雄、奥中惇夫、八手三郎
- 撮影 - 松村文雄
- 照明 - 国本正義
- 美術 - 河村寅次郎、野本幸男
- 録音 - 長井幹夫
- 編集 - 菅野順吉
- 選曲 - 村田好次
- 効果 - 大泉音映
- 制作担当 - 小原武羅夫
- 進行主任 - 塚本幸雄、加藤茂
- 助監督 - 松井昇、木村信樹、伊藤寿浩
- 計測 - 川合俊二
- 記録 - 栗原節子、宮本衣子、内藤美子、高津省子、安倍伸子
- 装置 - 東映美術センター
- 装飾 - 装美社
- 衣裳 - 鷹志衣裳
- 美粧 - サン・メイク
- 操演 - 小林正己
- 企画協力 - 石森プロ
- キャラクター制作 - レインボー造型企画
- 合成 - チャンネル16
- 視覚効果 - デン・フィルム・エフェクト
- 資料担当 - 青柳誠（石森プロ）
- スタントチーム - 武士レーシング
- ビデオ合成 - 東通ecgシステム（近藤弘志、前岡良徹、勝俣修、宇留野祐、峰沢和夫、山本博司）
- 車輌協力 - スズキ自動車
- 現像 - 東映化学
- 特撮研究所
  - 操演 - 鈴木昶、白熊栄次
  - 美術 - 大澤哲三
  - 撮影 - 高橋政千
  - 照明 - 加藤純弘
- 特撮監督 - 矢島信男
- プロデューサー - 吉川進→阿部征司・日笠淳（東映）
- 制作 - 東映

### ノンクレジット
- 計測 - 上赤寿一
- プロデューサー - 堀越徹（日本テレビ）
- 広告代理店 - 読売広告社[注釈 7]

## 音楽
放送当時に日本コロムビアより主題歌シングル、ヒット曲集およびコロちゃんパックなどが発売された。
このうち挿入歌は2003年発売の「特撮ヒーロースペシャルCD-BOX 特撮英雄伝」にて初CD化。
劇伴については本放送以降長らく音源化されていなかったが、2015年発売の『星雲仮面マシンマン SONG & MUSIC COLLECTION』にて初めて商品化された。
オープニングテーマ「星雲仮面マシンマン」
作詞：石森章太郎 / 作、編曲：大野雄二 / 歌：MoJo、コロムビアゆりかご会
劇中では主に戦闘シーン（15話以降は変身シーン）で使用され、第36話の総集編ではゴールデンモンス戦のBGMとして使用された。
また、第2話ではオフコーラスバージョンが挿入歌として使用された。
2015年には当時のマルチトラックマスターテープからカラオケをあらためてニューミックスし、MoJoが歌を再び吹き込むという試みがなされ、「星雲仮面マシンマン2015Ver.」として前述の『星雲仮面マシンマン SONG & MUSIC COLLECTION』に収録された。
エンディングテーマ「おれの名はマシンマン」
作詞：八手三郎 / 作、編曲：大野雄二 / 歌：MoJo
劇中ではアレンジ版の劇伴が多用されたほか、歌入り版は第35話ラストの回想シーンで使用された。
挿入歌
「電光アクションマシンマン」（第15 - 18、20 - 33、35、36話）
作詞：石森章太郎 / 作曲：大野雄二 / 編曲：いちひさし / 歌：MoJo、こおろぎ'73
第15話での初使用以降、敵組織の登場しない第19話、最終編の前編に当たる第34話を除く全話で戦闘シーンのクライマックスに使用された。
「大いなる人マシンマン」（第36話）
作詞：吉田健美 / 作曲：大野雄二 / 編曲：吉村浩二 / 歌：MoJo、こおろぎ'73
第23話ではカラオケ版が使用された。
「宇宙からきた大学生」
作詞：石森章太郎 / 作曲：大野雄二 / 編曲：吉村浩二 / 歌：石井由美、こおろぎ'73
第23話ではカラオケ版、第22、25、29、36話では前後奏のみが使用された。
「ボールボーイの歌」
作詞：石森章太郎 / 作曲：大野雄二 / 編曲：いちひさし / 歌：曽我町子、コロムビアゆりかご会
第18話ではカラオケ版、第29話では前後奏のみが使用された。
また、オフコーラスバージョンが存在する（劇中未使用）。
「OH! チャイルド」（第36話）
作詞：吉田健美 / 作曲：大野雄二 / 編曲：いちひさし / 歌：MoJo
「走れ！ ドルフィン」
作詞：八手三郎 / 作曲：大野雄二 / 編曲：いちひさし / 歌：こおろぎ'73、コロムビアゆりかご会
「ぼくらのマシンマン」
作詞：上原正三 / 作曲：大野雄二 / 編曲：吉村浩二 / 歌：MoJo、コロムビアゆりかご会
第20話では前後奏のみ、第24話ではカラオケ版が使用された。

## 放送リスト
| 放送日         | 話数 | サブタイトル     | 登場したアンドロイド兵士および犯罪者、他                                 | 脚本            | 監督     |
| -------------- | ---- | ---------------- | ------------------------------------------------------------------------ | --------------- | -------- |
| 1984年 1月13日 | 1    | 教科書まっ白事件 | ドリル男（演・声 - うえだ峻）                                            | 上原正三        | 小笠原猛 |
| 1月20日        | 2    | 涙は虹色のダイヤ | ハンマー男（演・声 - 頭師孝雄） 宇曽田医師（演 - 小瀬朗）                | 上原正三        | 小笠原猛 |
| 1月27日        | 3    | アイドルをつぶせ | カッチュウ男I（演・声 - 丹古母鬼馬二）                                   | 泉崎敬太        | 東條昭平 |
| 2月3日         | 4    | 魔法の石焼きイモ | オノ男（演・声 - きくち英一） 留造（演 - 園田裕久）                      | 高久進          | 東條昭平 |
| 2月10日        | 5    | 三億円の切手泥棒 | カッチュウ男II（演・声 - 水村泰三）                                      | 高久進          | 小笠原猛 |
| 2月17日        | 6    | 私・ママの子供？ | 美佐のニセ両親（演 - 大地康雄、阿知波悟美）                              | 泉崎敬太        | 小笠原猛 |
| 2月24日        | 7    | 香港空手危うし健 | 猛虎（演 - 高橋利道） 飛竜（演 - 竜咲隼人） 禿鷹（演 - 団竜二）          | 高久進          | 小西通雄 |
| 3月2日         | 8    | 野球少年の秘密   | バット男（演・声 - 潮健児）                                              | 高久進          | 小西通雄 |
| 3月9日         | 9    | 髭のはえた女の子 | ムチ男（演・声 - 加地健太郎） 黒マントの怪人（演 - 青空球児）            | 高久進          | 小笠原猛 |
| 3月16日        | 10   | テレパシー大作戦 | スパイ男（演・声 - 藤井洋八） 鬼丸（演 - 二瓶正也）                      | 高久進          | 小笠原猛 |
| 3月23日        | 11   | とんだアルバイト | ミサイル男（演・声 - 益富信孝）                                          | 木原光          | 東條昭平 |
| 3月30日        | 12   | 子供が消えていく | マジック男（声 - 依田英助） 北野雄吉（演 - 滝雅也）                      | 高久進          | 東條昭平 |
| 4月12日        | 13   | Kのそっくりさん  | 井守蛇吉（演 - 天本英世）                                                | 杉村のぼる      | 小笠原猛 |
| 4月13日        | 14   | ボールボーイ家出 | ボウトウ男（演・声 - 秋山武史）                                          | 高久進          | 小笠原猛 |
| 4月20日        | 15   | 悪夢のプレゼント | 夢の怪物オズモア（声 - 依田英助）                                        | 細谷敦子        | 東條昭平 |
| 4月27日        | 16   | 真紀はネズミ嫌い | カマ男（演・声 - 大谷淳）                                                | 高久進          | 東條昭平 |
| 5月4日         | 17   | 鉄人モンスの最後 | ジシャク男（演・声 - 志賀圭二郎）                                        | 高久進          | 小笠原猛 |
| 5月11日        | 18   | のっぺらぼうだ！ | テッキュウ男（演・声 - 江幡高志） 眼鏡の女（演 - 細矢智恵子）            | 杉村のぼる      | 小笠原猛 |
| 5月18日        | 19   | 野良犬コロの冒険 | 銀行強盗（演 - 団巌）                                                    | 高久進          | 東條昭平 |
| 5月25日        | 20   | オクトパスの女王 | 怪盗黒猫（演 - 平瀬りえ）                                                | 高久進          | 東條昭平 |
| 6月1日         | 21   | 雨雨降れ降れ！   | 怪盗ソルトマ（演 - 団次朗）                                              | 杉村のぼる      | 小笠原猛 |
| 6月8日         | 22   | ピエロの秘密指令 | ピエロ（演 - うえずみのる）                                              | 高久進          | 小笠原猛 |
| 6月15日        | 23   | おもしろおかし銃 | 怪盗ウルフ（演 - 堀田真三） 手作りオモチャ売りの男（演 - 花巻吾郎）      | 高久進          | 東條昭平 |
| 6月22日        | 24   | 対決！忍者泥棒   | 伊賀の猿丸（演 - 東山茂幸）                                              | 杉村のぼる      | 東條昭平 |
| 6月29日        | 25   | ミイラ男の挑戦   | ミイラマン（演 - 坂田祥一朗）                                            | 松本功          | 奥中惇夫 |
| 7月6日         | 26   | こわい！笑う人形 | 怪人マリオン（演 - 伊藤昌一）                                            | 杉村のぼる      | 奥中惇夫 |
| 7月13日        | 27   | 海を泳ぐ怪物の手 | アンカー男（演・声 - 田中洋介）                                          | 高久進 永井達郎 | 小笠原猛 |
| 7月20日        | 28   | 好き！好き！真紀 | カメレオン男（声 - 丸山詠二） 元力士の男（演 - 天方保）                  | 杉村のぼる      | 小笠原猛 |
| 7月27日        | 29   | 海賊の宝を探せ！ | フック船長（演 - 梅沢実） リトルジョン / ボクシング男（演・声 - 増田英） | 杉村のぼる      | 奥中惇夫 |
| 8月17日        | 30   | 赤い鬼のすむ村   | オニ男（演・声 - 遠矢孝信）                                              | 高久進          | 東條昭平 |
| 8月24日        | 31   | 危険なひょうたん | ソンゴクウ / サル男（演・声 - 伊藤久二康）                               | 杉村のぼる      | 東條昭平 |
| 8月31日        | 32   | 争いを呼ぶ鳥の声 | カセット男（演・声 - 林田健二）                                          | 高久進          | 奥中惇夫 |
| 9月7日         | 33   | 時限爆弾を抱く犬 | ショットガン男（演・声 - 加門良）                                        | 高久進          | 東條昭平 |
| 9月14日        | 34   | KとMの必勝作戦   | ゴールデンモンス（声 - 飯塚昭三）                                        | 木原光          | 東條昭平 |
| 9月21日        | 35   | さようなら今日は | ゴールデンモンス（声 - 飯塚昭三）                                        | 木原光          | 東條昭平 |
| 9月28日        | 36   | 戦いの名場面集   | （総集編）                                                               | 木原光（構成）  | 八手三郎 |

## 放送局
放送日時は個別に出典が掲示されているものを除き、1984年2月中旬 - 3月上旬時点のものとする。
| 放送期間                      | 放送時間                                                                | 放送局         | 対象地域       | 備考 |
| ----------------------------- | ----------------------------------------------------------------------- | -------------- | -------------- | ---- |
| 1984年1月13日 - 9月28日       | 金曜 17:30 - 18:00                                                      | 日本テレビ     | 関東広域圏     |      |
| 1984年1月19日 - 10月11日      | 木曜 17:00 - 17:30                                                      | 札幌テレビ     | 北海道         |      |
| 1984年2月3日 - 10月19日       | 金曜 17:30 - 18:00                                                      | ミヤギテレビ   | 宮城県         |      |
| 1984年12月3日 - 1985年3月25日 | 月曜 16:30 - 17:00                                                      | 山形放送       | 山形県         |      |
| 1984年1月19日 - 9月28日       | 木曜 17:00 - 17:30（第14話まで） ↓ 金曜 17:30 - 18:00（第15話から）     | 福島中央テレビ | 福島県         |      |
|                               | 金曜 17:00 - 17:30                                                      | 静岡第一テレビ | 静岡県         |      |
|                               | 金曜 17:30 - 18:00                                                      | テレビ新潟     | 新潟県         |      |
|                               |                                                                         | 読売テレビ     | 近畿広域圏     |      |
|                               |                                                                         | 西日本放送     | 香川県・岡山県 |      |
|                               |                                                                         | 広島テレビ     | 広島県         |      |
|                               |                                                                         | 山口放送       | 山口県         |      |
|                               |                                                                         | 熊本県民テレビ | 熊本県         |      |
|                               | 土曜 8:15 - 8:45（1984年2月時点） ↓ 金曜 17:00 - 17:30（1984年6月時点） | 福岡放送       | 福岡県         |      |
|                               | 不明                                                                    | 山梨放送       | 山梨県         |      |

## 漫画版
- テレビランド（作画・森一彦） 1984年1月号 - 10月号
- TVアニメマガジン（作画・金山静夫） 1984年2月号 - 6月号

## 映像ソフト化
いずれも東映ビデオより発売。
- 2007年8月3日から10月21日にかけて初ソフト化となるDVDが発売された。全3巻の各2枚組で各巻12話収録。
- 2008年7月21日発売の『石ノ森章太郎 生誕70周年 DVD－BOX』に第1話が収録されている。

## ゲーム
- スーパーヒーロー作戦 ダイダルの野望
- 特撮冒険活劇 スーパーヒーロー烈伝

## エピソード
- 第1話のプロフェッサーK登場時のセリフは、放送当時のヒット曲伊武雅刀の「子供達を責めないで（1983年）」の歌詞を引用し使用されている。
- 第14話から本編のラスト前にお便り紹介コーナーが設けられ、視聴者からの質問に健が答えた。
- 第35話に登場した巨大カエルは、科学戦隊ダイナマンのカエルシンカを流用した。
- マシンマンは、後楽園ゆうえんちの夏の『超電子バイオマン』ショーで、『宇宙刑事シャイダー』と共に共演を果たしている。さらに『スーパーヒーロー戦線』（カードゲーム）でも、バイオマン、シャイダーと共演した。